# Клари, Джованни Карло Мария
Джованни Карло Мариа Клари (итал. Giovanni Carlo Maria Clari; 27 сентября 1677, Пиза — 6 мая 1754, там же) — итальянский композитор.
Сын скрипача. Первые уроки получил от отца. Затем был учеником Джованни Паоло Колонны. 
В 1695 году была с успехом поставлена в Болонье его опера «Обезумевший мудрец» (итал. «Il Savio delirante»). В 1720 году издана коллекция его дуэтов и трио, отличающихся мастерской техникой, мелодичностью и вкусом. В 1823 году они были вновь изданы в городе Париже. Из духовных сочинений Клари известны «Stabat Mater», «Benedictus», «Domine», «De profundis», Реквием, псалмы и др.